# Римування
Римува́ння — особливість розташування рим у вірші, інтервал між ними.
Трапляються випадки, коли відстань між римованими словами відсутня, якщо вони вживаються або побіч одне одного («Є незмінна земля, і усе на ній зміна невпинна». — О. Ольжич), або розмежована цезурою («Виходимо босі // і коси ми точим». — Я. Савченко) чи віршовою паузою, коли рядок закінчується одним суголосним словом, а другим починається наступний («Жорстокий смерч, що виведений строго / З сухого серця і живущих дум». — М. Бажан). В інших випадках римування (римований інтервал) набуває істотного значення.

## Суміжне, парне римування (AABB)
- Tail rhyme

Найпростішою формою римування з відстанню між спвізвучними словами вважається суміжна або парна (аа бб вв), що вживається як у ліричних мініатюрах (Ліна Костенко), так і в поемах («Данило Галицький» М. Бажана). 
(Ліна Костенко)
| Самі на себе дивляться ліси, |  | A |
| розгублені од власної краси  |  | A |

## Перехресне римування (ABAB)
- Internal rhyme, middle rhyme

Перехресне римування — складніше, в ньому римуються кінцеві слова парних рядків з парними, а непарні — з непарними (абаб), воно найпоширеніше в сьогоденній силабо-тонічній версифікації:
(І. Римарук) 
| Кучугури димів на ліси намело           |  | A |
| Яма світла між них — як забута копальня |  | B |
| Закіптюженим небом пливе НЛО —          |  | A |
| Безпритульний вінок на Івана Купала     |  | B |

## Кільцеве, охопне римування (ABBA)
Часто застосовується і кільцеве, або охопне, римування (абба):
(П. Куценко)
| Сотий день в дорозі. Сотий день ще й ніч |  | A |
| І куди ж ти рвався, поспішав затято?     |  | B |
| Краще не питаймо. Звісно ж, не на свято  |  | B |
| А якщо й на свято, то не в тому річ      |  | A |

## Неспарене римування (-A-A)
Подеколи в катрені спостерігається і неспарене римування, тобто коли в ньому римуються другий та четвертий рядки (—а—а):
(П. Тичина)
| Не місяць і не зорі, —        |  | - |
| І дніти мов не дніло          |  | A |
| Як страшно!.. Людське серце — |  | - |
| До краю обідніло              |  | A |

## Інші
Варті уваги також менш поширені форми римування, спостережувані у восьми віршах (—а—а—а—а), і водночас тернарна (——а——а) та кватернарна (———а———а) — рідкісні для української поезії форми, де відповідно римуються лише третій та четвертий рядки:
Такі чужі ці низькі, синяві гори.
Когорта прийшла в село на відпочинок.
Поховались біляві полохливі дівчата,
Нависає гілля могутніх дубів…………………………….а: О, шляхи ці і курява, і гальські простори.
Товариші оповідають сміховинок. — : Вечір. Мариться біле кампанське місто, мати, — : Скромна сестра і галас малих братів (Олег Ольжич).а

### Італійська балада
У світовій версифікації трапляються випадки із значно більшими інтервалами римування, як, приміром, в італійській баладі. 

## Монорима (AAAA)
- англ. monoryme

Зовсім протилежного вигляду набуває монорим, притаманний переважно східній поезії, де рядки (зокрема катрен) пов'язані однією римою.
(Шота Руставелі. «Витязь у тигровій шкурі», переклад М. Бажана)
| Славлю я любов високу, душ піднесених потугу,          |  | A |
| Що її не класти в слово, в нашу мову недолугу          |  | A |
| Дар небес — таке кохання, неземне стремління духу      |  | A |
| Хто до нього прагне, мусить знести горе, злидні й тугу |  | A |

## Римування в українських піснях
В більшості українських пісень часто використовується суміжне римування та дворядкова строфічна будова. Також рима або за її відсутності клаузули переважно жіночі і чоловічі, або жіночо-чоловічі. Якщо рима є, то вона найчастіше точна, іменникова, дієслівна або поєднуються ці дві. Рідше з’являються дактилічні рими або клаузули. Часто у піснях зустрічається і внутрішня рима.